# Kléberson
Kléberson, nome completo José Roni Exberria Kléberson Pereira (Uraí, 19 giugno 1979), è un allenatore di calcio ed ex calciatore brasiliano, di ruolo centrocampista.
Campione del mondo con la Seleção nel 2002, è stato acquistato dal Manchester United nel 2003. Visto come naturale sostituto di Juan Sebastián Verón, la sua esperienza in Inghilterra non è stata molto fortunata. Con i Red Devils ha vinto una Community Shield, sempre nel 2003, ed una FA Cup, l'anno seguente. Nel 2005 si è trasferito dai turchi del Beşiktaş, con i quali ha vinto una Coppa di Turchia nel 2006. Nel 2008 è tra le file del Flamengo, che nel 2011 lo ha ceduto in prestito all'Atlético Paranaense. L'anno successivo si trasferisce al Bahia. Indi nel 2014 si trasferisce in forza all'Indy Eleven dove conclude la carriera al termine della stagione.

## Carriera

### Club

#### Dagli inizi al Mondiale 2002
Kléberson, nato nello stato di Paraná, nel Brasile meridionale, crebbe nella città provinciale di Uraí. Cominciò la sua carriera professionistica all'Atlético Paranaense. Durante l'esperienza all'Atlético Paranaense Kleberson vinse il Campionato Paranaense nel 2000 e nel 2001, e il Campeonato Brasileiro nel 2002. Le sue performance per l'Atlético Paranaense convinsero Luiz Felipe Scolari a convocarlo per la nazionale brasiliana.
La sua prima apparizione fu in un'amichevole contro la Bolivia, nella quale segnò. Comunque, durante la fase a gironi dei Mondiali 2002, fu un sostituto. Fu schierato nell'undici iniziale del Brasile nella gara dei quarti contro l'Inghilterra, con Scolari che intuì che la tenacia nell'attaccare l'avversario portatore di palla, ben nota in Kleberson, sarebbe stata molto utile nel contrastare il veloce ritmo delle azioni inglesi. Il tackle sul futuro compagno di squadra Paul Scholes portò al pareggio brasiliano. Kléberson rimase titolare per il resto del torneo. Il Brasile sconfisse in finale la Germania, e Kléberson fornì l'assist per uno dei due gol brasiliani.

#### Dopo il Mondiale
Le sue performance in Coppa del Mondo portarono Scolari a dichiarare che Kléberson era stato parte del reparto guida per la vittoria del Brasile, e attirarono l'interesse di diverse squadre inglesi e scozzesi. Il Newcastle Utd, il Leeds Utd e il Celtic espressero tutte il loro interessamento. Il Leeds non riuscì ad assicurarsi la sua firma dopo che Kléberson decise di non lasciare il Brasile senza la sua fidanzata, che non poteva sposare in quanto non ancora sedicenne.
Alla fine fu il Manchester United a metter sotto contratto Kléberson, con una spesa 6,5 milioni di £. Visto come un naturale sostituto di Juan Sebastián Verón, Kléberson si infortunò alla seconda partita coi Red Devils e fece solo 28 presenze totali per la squadra. Durante la permanenza allo United perse la maglia di nazionale brasiliano.
L'8 agosto 2005 Rıza Çalımbay portò Kléberson al Beşiktaş di Istanbul, in Turchia, con una spesa di circa 2,5 milioni di sterline; il giocatore firmò un contratto di tre anni, con possibilità di prolungamento di un altr'anno. Nella cerimonia di presentazione Kléberson disse ai giornalisti "Sono andato da un grande club ad un altro grande club: sono molto felice". Più tardi Kléberson accusò l'allenatore del Manchester United, Sir Alex Ferguson, di non aver avuto abbastanza fiducia in lui.

#### Il ritorno in Brasile
Nell'agosto 2007 Kléberson ha firmato per il Flamengo, ma è riuscito a giocarci solo dal gennaio 2008 a causa di problemi legati al suo precedente contratto con il Beşiktaş.
Ha giocato le sue prime partite tra le riserve, in match importanti del Campeonato Carioca. Il suo ingresso in prima squadra è partito lentamente, da quando ha iniziato a giocare costantemente nella Copa Libertadores. Dopo i trasferimenti di Renato Augusto e Marcinho è diventato un giocatore importante del centrocampo del club rossonero.
Durante il periodo pre-stagionale 2010, il Palmeiras ha speculato di un possibile scambio tra Kleberson e l'attaccante Vágner Love, ma il Flamengo ha rifiutato l'idea.
Viene convocato dal CT Carlos Dunga per il Mondiale 2010 in Sudafrica.

## Statistiche

### Presenze e reti nei club
| Stagione                 | Squadra                  | Campionato               | Campionato | Campionato | Coppe nazionali | Coppe nazionali | Coppe nazionali | Coppe continentali | Coppe continentali | Coppe continentali | Altre coppe | Altre coppe | Altre coppe | Totale | Totale |
| Stagione                 | Squadra                  | Comp                     | Pres       | Reti       | Comp            | Pres            | Reti            | Comp               | Pres               | Reti               | Comp        | Pres        | Reti        | Pres   | Reti   |
| ------------------------ | ------------------------ | ------------------------ | ---------- | ---------- | --------------- | --------------- | --------------- | ------------------ | ------------------ | ------------------ | ----------- | ----------- | ----------- | ------ | ------ |
| 1999                     | Atlético Paranaense      | A                        | 14         | 1          | -               | -               | -               | -                  | -                  | -                  | -           | -           | -           | -      | -      |
| 2000                     | Atlético Paranaense      | A                        | 24         | 4          | -               | -               | -               | -                  | -                  | -                  | -           | -           | -           | -      | -      |
| 2001                     | Atlético Paranaense      | A                        | 29         | 3          | -               | -               | -               | -                  | -                  | -                  | -           | -           | -           | -      | -      |
| 2002                     | Atlético Paranaense      | A                        | 21         | 4          | -               | -               | -               | -                  | -                  | -                  | -           | -           | -           | -      | -      |
| 2003                     | Atlético Paranaense      | A                        | 12         | 0          | -               | -               | -               | -                  | -                  | -                  | -           | -           | -           | -      | -      |
| Totale Atlético Mineiro  | Totale Atlético Mineiro  | Totale Atlético Mineiro  | 86         | 11         | -               | -               | -               | -                  | -                  | -                  | -           | -           | -           | -      | -      |
| 2003-2004                | Manchester United        | PL                       | 12         | 2          | FACup+CdL       | -               | -               | UCL                | -                  | -                  | -           | -           | -           | 12     | 2      |
| 2004-2005                | Manchester United        | PL                       | 8          | 0          | FACup+CdL       | -               | -               | UCL                | -                  | -                  | CS          | -           | -           | 8      | 2      |
| Totale Manchester United | Totale Manchester United | Totale Manchester United | 20         | 2          | -               | -               | -               | -                  | -                  | -                  | -           | -           | -           | -      | -      |
| 2005-2006                | Beşiktaş                 | SL                       | 31         | 3          | TK              | -               | -               | UEL                | -                  | -                  | -           | -           | -           | 31     | 3      |
| 2006-2007                | Beşiktaş                 | SL                       | 14         | 0          | TK              | -               | -               | UEL                | -                  | -                  | -           | -           | -           | -      | -      |
| Totale Beşiktaş          | Totale Beşiktaş          | Totale Beşiktaş          | 45         | 3          |                 | -               | -               |                    | -                  | -                  |             | -           | -           | -      | -      |
| 2007-2008                | Flamengo                 | A/RJ+A                   | 24         | 5          | CB              | -               | -               | CS                 | -                  | -                  | -           | -           | -           | 24     | 5      |
| 2008-2009                | Flamengo                 | A/RJ+A                   | 15         | 1          | -               | -               | -               | CL                 | -                  | -                  | -           | -           | -           | 15     | 1      |
| 2009-2010                | Flamengo                 | A/RJ+A                   | 21         | 3          | -               | -               | -               | CL                 | -                  | -                  | -           | -           | -           | 21     | 3      |
| Totale Flamengo          | Totale Flamengo          | Totale Flamengo          | 60         | 9          |                 | -               | -               |                    | -                  | -                  |             | -           | -           | -      | -      |
| 2010-2011                | Atlético Paranaense      | A                        | 18         | 2          | -               | -               | -               | -                  | -                  | -                  | -           | -           | -           | -      | -      |
| 2011-2012                | Flamengo                 | A/RJ+A                   | 3          | 0          | CB              | -               | -               | CS                 | -                  | -                  | -           | -           | -           | 3      | 0      |
| 2012-2013                | Bahia                    | A                        | 19         | 2          | -               | -               | -               | CS                 | -                  | -                  | -           | -           | -           | 19     | 2      |
| 2013-2014                | Philadelphia Union       | MLS                      | 11         | 1          | USOC            | -               | -               | -                  | -                  | -                  | -           | -           | -           | 11     | 1      |
| 2014-2015                | Indy Eleven              | MLS                      | 20         | 8          | USOC            | -               | -               | -                  | -                  | -                  | -           | -           | -           | 20     | 8      |
| 2015-2016                | Indy Eleven              | MLS                      | 1          | 0          | USOC            | -               | -               | -                  | -                  | -                  | -           | -           | -           | 1      | 0      |
| Totale Indy Eleven       | Totale Indy Eleven       | Totale Indy Eleven       | 21         | 8          |                 | -               | -               |                    | -                  | -                  |             | -           | -           | -      | -      |
| 2016-2017                | Fort Lauderdale Strikers | MLS                      | 5          | 0          | USOC            | -               | -               | -                  | -                  | -                  | -           | -           | -           | 5      | 0      |

### Cronologia presenze e reti in nazionale
| Cronologia completa delle presenze e delle reti in nazionale ― Brasile | Cronologia completa delle presenze e delle reti in nazionale ― Brasile | Cronologia completa delle presenze e delle reti in nazionale ― Brasile | Cronologia completa delle presenze e delle reti in nazionale ― Brasile | Cronologia completa delle presenze e delle reti in nazionale ― Brasile | Cronologia completa delle presenze e delle reti in nazionale ― Brasile | Cronologia completa delle presenze e delle reti in nazionale ― Brasile | Cronologia completa delle presenze e delle reti in nazionale ― Brasile |
| Data                                                                   | Città                                                                  | In casa                                                                | Risultato                                                              | Ospiti                                                                 | Competizione                                                           | Reti                                                                   | Note                                                                   |
| ---------------------------------------------------------------------- | ---------------------------------------------------------------------- | ---------------------------------------------------------------------- | ---------------------------------------------------------------------- | ---------------------------------------------------------------------- | ---------------------------------------------------------------------- | ---------------------------------------------------------------------- | ---------------------------------------------------------------------- |
| 31-1-2002                                                              | Goiânia                                                                | Brasile                                                                | 6 – 0                                                                  | Bolivia                                                                | Amichevole                                                             | 1                                                                      | 73’                                                                    |
| 6-2-2002                                                               | Riyad                                                                  | Arabia Saudita                                                         | 0 – 1                                                                  | Brasile                                                                | Amichevole                                                             | -                                                                      | 46’                                                                    |
| 7-3-2002                                                               | Cuiabá                                                                 | Brasile                                                                | 6 – 1                                                                  | Islanda                                                                | Amichevole                                                             | 1                                                                      | 46’                                                                    |
| 27-3-2002                                                              | Fortaleza                                                              | Brasile                                                                | 1 – 0                                                                  | Jugoslavia                                                             | Amichevole                                                             | -                                                                      | 66’                                                                    |
| 17-4-2002                                                              | Lisbona                                                                | Portogallo                                                             | 1 – 1                                                                  | Brasile                                                                | Amichevole                                                             | -                                                                      | 62’                                                                    |
| 25-5-2002                                                              | Kuala Lumpur                                                           | Malaysia                                                               | 0 – 4                                                                  | Brasile                                                                | Amichevole                                                             | -                                                                      | 63’                                                                    |
| 13-6-2002                                                              | Suwon                                                                  | Costa Rica                                                             | 2 – 5                                                                  | Brasile                                                                | Mondiali 2002 - 1º turno                                               | -                                                                      | 57’                                                                    |
| 17-6-2002                                                              | Kōbe                                                                   | Brasile                                                                | 2 – 0                                                                  | Belgio                                                                 | Mondiali 2002 - Ottavi di finale                                       | -                                                                      | 81’                                                                    |
| 21-6-2002                                                              | Shizuoka                                                               | Inghilterra                                                            | 1 – 2                                                                  | Brasile                                                                | Mondiali 2002 - Quarti di finale                                       | -                                                                      |                                                                        |
| 26-6-2002                                                              | Saitama                                                                | Brasile                                                                | 1 – 0                                                                  | Turchia                                                                | Mondiali 2002 - Semifinale                                             | -                                                                      | 85’                                                                    |
| 30-6-2002                                                              | Yokohama                                                               | Brasile                                                                | 2 – 0                                                                  | Germania                                                               | Mondiali 2002 - Finale                                                 | -                                                                      |                                                                        |
| 21-8-2002                                                              | Fortaleza                                                              | Brasile                                                                | 0 – 1                                                                  | Paraguay                                                               | Amichevole                                                             | -                                                                      | 77’                                                                    |
| 20-11-2002                                                             | Seul                                                                   | Corea del Sud                                                          | 2 – 3                                                                  | Brasile                                                                | Amichevole                                                             | -                                                                      |                                                                        |
| 12-2-2003                                                              | Canton                                                                 | Cina                                                                   | 0 – 0                                                                  | Brasile                                                                | Amichevole                                                             | -                                                                      | 74’                                                                    |
| 29-3-2003                                                              | Porto                                                                  | Portogallo                                                             | 2 – 1                                                                  | Brasile                                                                | Amichevole                                                             | -                                                                      |                                                                        |
| 30-4-2003                                                              | Guadalajara                                                            | Messico                                                                | 0 – 0                                                                  | Brasile                                                                | Amichevole                                                             | -                                                                      |                                                                        |
| 11-6-2003                                                              | Abuja                                                                  | Nigeria                                                                | 0 – 3                                                                  | Brasile                                                                | Amichevole                                                             | -                                                                      |                                                                        |
| 19-6-2003                                                              | Saint-Denis                                                            | Brasile                                                                | 0 – 1                                                                  | Camerun                                                                | Conf. Cup 2003 - 1º turno                                              | -                                                                      | 80’                                                                    |
| 21-6-2003                                                              | Lione                                                                  | Brasile                                                                | 1 – 0                                                                  | Stati Uniti                                                            | Conf. Cup 2003 - 1º turno                                              | -                                                                      |                                                                        |
| 23-6-2003                                                              | Saint-Étienne                                                          | Brasile                                                                | 2 – 2                                                                  | Turchia                                                                | Conf. Cup 2003 - 1º turno                                              | -                                                                      |                                                                        |
| 18-2-2004                                                              | Dublino                                                                | Irlanda                                                                | 0 – 0                                                                  | Brasile                                                                | Amichevole                                                             | -                                                                      | 46’                                                                    |
| 11-7-2004                                                              | Arequipa                                                               | Brasile                                                                | 4 – 1                                                                  | Costa Rica                                                             | Coppa America 2004 - 1º turno                                          | -                                                                      | 58’                                                                    |
| 14-7-2004                                                              | Arequipa                                                               | Brasile                                                                | 1 – 2                                                                  | Paraguay                                                               | Coppa America 2004 - 1º turno                                          | -                                                                      | 75’                                                                    |
| 18-7-2004                                                              | Piura                                                                  | Messico                                                                | 0 – 4                                                                  | Brasile                                                                | Coppa America 2004 - Quarti di finale                                  | -                                                                      | 28’                                                                    |
| 21-7-2004                                                              | Lima                                                                   | Brasile                                                                | 1 – 1 dts (5 – 3 dtr)                                                  | Uruguay                                                                | Coppa America 2004 - Semifinale                                        | -                                                                      | 75’                                                                    |
| 25-7-2004                                                              | Lima                                                                   | Argentina                                                              | 2 – 2 dts (2 – 4 dtr)                                                  | Brasile                                                                | Coppa America 2004 - Finale                                            | -                                                                      | 54’                                                                    |
| 17-11-2004                                                             | Quito                                                                  | Ecuador                                                                | 1 – 0                                                                  | Brasile                                                                | Qual. Mondiali 2006                                                    | -                                                                      | 65’                                                                    |
| 10-6-2009                                                              | Recife                                                                 | Brasile                                                                | 2 – 1                                                                  | Paraguay                                                               | Qual. Mondiali 2010                                                    | -                                                                      | 84’                                                                    |
| 21-6-2009                                                              | Pretoria                                                               | Italia                                                                 | 0 – 3                                                                  | Brasile                                                                | Conf. Cup 2009 - 1º turno                                              | -                                                                      | 84’                                                                    |
| 25-6-2009                                                              | Johannesburg                                                           | Brasile                                                                | 1 – 0                                                                  | Sudafrica                                                              | Conf. Cup 2009 - Semifinale                                            | -                                                                      | 90+2’                                                                  |
| 12-8-2009                                                              | Tallinn                                                                | Estonia                                                                | 0 – 1                                                                  | Brasile                                                                | Amichevole                                                             | -                                                                      | 38’                                                                    |
| 28-6-2010                                                              | Johannesburg                                                           | Brasile                                                                | 3 – 0                                                                  | Cile                                                                   | Mondiali 2010 - Ottavi di finale                                       | -                                                                      | 81’                                                                    |
| Totale                                                                 |                                                                        | Presenze                                                               | 32                                                                     |                                                                        | Reti                                                                   | 2                                                                      |                                                                        |

## Palmarès

### Club

#### Competizioni statali
- Campionato Paranaense: 3

Atlético Paranaense: 2000, 2001, 2002
- Taça Guanabara: 1

Flamengo: 2008
- Campionato Carioca: 1

Flamengo: 2008

#### Competizioni nazionali
- Campionato brasiliano: 2

Atlético Paranaense: 2001
Flamengo: 2009
- Community Shield: 1

Manchester United: 2003
- Coppa d'Inghilterra: 1

Manchester United: 2004
- Coppa di Turchia: 1

Besiktas: 2006

### Nazionale
- Campionato mondiale: 1

Corea del Sud-Giappone 2002
- Coppa America: 1

Perù 2004
- Confederations Cup: 1

2009